# 中国轻型车测试工况
中国轻型车测试工况是中華人民共和國政府推出的一项汽车运行工况标准，用于测量包括内燃机汽车和电动载具在內的轻型汽车的燃油效率、可行驶的最大里程和汽車尾氣排放量等指標。該標準於2021年推出。